# Received signal strength indicator
En télécommunications, le received signal strength indicator ou la received signal strength indication (indicateur ou indication de la force du signal reçu, RSSI) est une mesure du niveau de puissance en réception d'un signal issu d'une antenne (classiquement un signal radio). Son utilité est de fournir une indication sur l'intensité du signal reçu. Ainsi, le signal peut être mesuré en analogique ou en continu, par exemple à partir d'une échelle 0/5 V (le niveau le plus élevé est 5 V, le plus bas est 0 V) ou, le plus souvent, à partir d'une échelle de puissance généralement référencée en mW.
La signification de la mesure, exprimée dans une échelle logarithmique (souvent en dBm) est la suivante : une valeur de 0 dBm correspond à une puissance reçue de 1 mW, −30 dBm correspond à 1 microwatt. Cela permet de connaitre la qualité de la réception et éventuellement d'ajuster, par rétroaction, le niveau d'émission de l'émetteur distant. En Wi-Fi les valeurs usuelles de RSSI pour un terminal varient de −30 dBm (niveau élevé de réception) à −90 dBm (niveau minimum permettant d'exploiter le signal) ; dans les réseaux de téléphonie mobile 2G et 3G, le RSSI varie usuellement de −30 dBm à −120 dBm selon la distance avec l'antenne émettrice (jusqu'à −140 dBm dans les réseaux 4G LTE).
Les valeurs des RSSI mesurées pour différentes technologies radio ne sont pas directement comparables. Pour le Wi-Fi et les premières générations de téléphonie mobile, le niveau du signal est mesuré sur la totalité de la bande de fréquence utilisée (ex : 20 MHz en Wi-Fi, 5 MHz en 3G UMTS…). Pour les technologies plus récentes (ex : 4G LTE), la mesure est faite uniquement sur les sous-porteuses attribuées au terminal (technique OFDMA comportant jusqu'à 1200 sous-porteuses), on observe donc des valeurs de RSSI beaucoup plus faibles pour une même qualité de signal car on mesure l'énergie reçue dans une bande de fréquence beaucoup plus étroite. 
De plus les technologies radio récentes permettent de moduler la puissance d’émission en fonction de la distance du récepteur (boucle de rétroaction) pour limiter la consommation électrique et les interférences avec d’autres terminaux ; le niveau du signal reçu observé peut donc, en LTE, diminuer fortement même quand le récepteur radio est proche de l'émetteur.
Le RSSI est utilisé dans les réseaux mobiles pour sélectionner une antenne relais parmi plusieurs possibles ; c’est aussi un des critères utilisés pour préparer et décider le handover (changement de cellule radio pour un terminal qui se déplace) en comparant les niveaux de signaux de référence reçus de l’ancienne et de la nouvelle cellule radio.
La mesure des RSSI permet aussi d’améliorer la géolocalisation au sein d’un réseau mobile et elle peut aussi être utilisée au sein de réseaux Wi-Fi et Bluetooth, pour la géolocalisation en intérieur.
Le RSSI est également utilisé dans les réseaux Wi-Fi dans l’algorithme CSMA/CA d’allocation du canal entre plusieurs terminaux : les canaux radio Wi-Fi étant half-duplex et partagés, un émetteur doit vérifier, avant d’émettre, que le canal radio est libre en mesurant le RSSI sur ce canal. Il sert aussi à mesurer le signal reçu pour orienter avec précision les antennes de télévision ou les antennes satellites.